# Kolombangaraglasögonfågel
Kolombangaraglasögonfågel (Zosterops murphyi) är en fågel i familjen glasögonfåglar inom ordningen tättingar.

## Utbredning och systematik
Fågeln förekommer enbart på Kolombangara, Salomonöarna. Den behandlas som monotypisk, det vill säga att den inte delas in i några underarter.

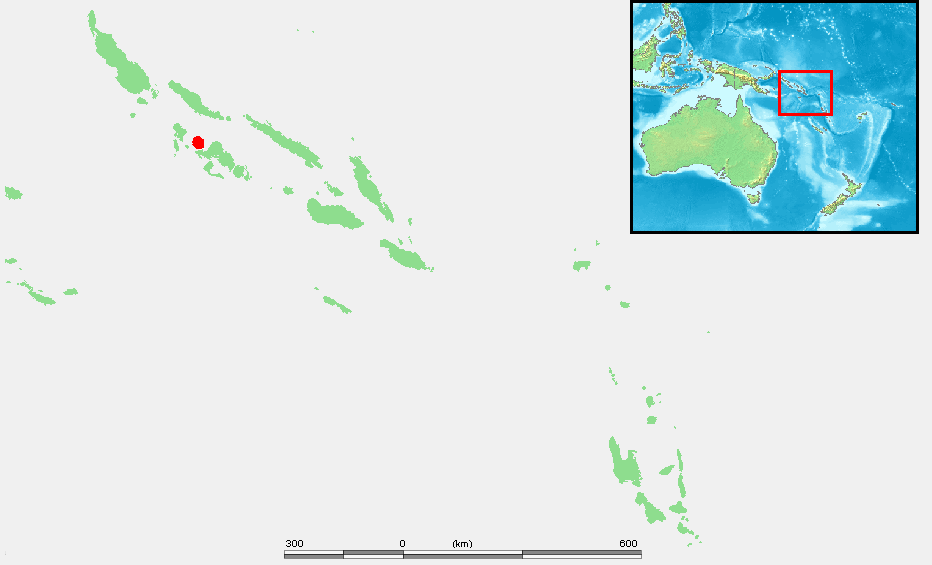
Kolombangaras läge i Salomonöarna.

## Status
IUCN kategoriserar arten som livskraftig.

## Namn
Fågelns vetenskapliga artnamn hedrar den amerikanske ornitologen Robert Cushman Murphy (1887–1973).